# Цуцкич, Никола
Никола Цуцкич (серб. Никола Цуцкић; род. 11 апреля 1997, Гнилане, Косово и Метохия) — сербский футболист, полузащитник казахстанского клуба «Окжетпес».

## Карьера
Цуцкич является воспитанником клуба «Раднички» из Ниша. Затем Никола перешёл в ОФК.
16 мая 2015 года полузащитник дебютировал в основном составе белградского клуба, выйдя на замену в перерыве встречи с «Црвеной Звездой» и отметился забитым мячом. В сезоне 2014/15 Цуцкич провёл ещё одну игру — против «Ягодины». В сезоне 2015/16 Никола сыграл в 18 встречах первенства, забил 1 мяч, но его клуб покинул Суперлигу Сербии.

## Клубная статистика
| Игровая карьера | Игровая карьера | Игровая карьера | Лига | Лига | Кубок | Кубок | Межд. | Межд. | Др. | Др. |
| --------------- | --------------- | --------------- | ---- | ---- | ----- | ----- | ----- | ----- | --- | --- |
| 2020            | Актобе          | Б               | 8    | 1    | —     | —     | —     | —     | —   | —   |
| 2021            | Каспий          | А               | 23   | 1    | 7     | 1     | —     | —     | —   | —   |
| 2022            | Каспий          | А               | 25   | 2    | 3     | 0     | —     | —     | —   | —   |
| 2023            | Жетысу          | А               | 24   | 2    | 1     | 0     | —     | —     | —   | —   |
| 2024            | Туран           | А               | 21   | 4    | 4     | 0     | —     | —     | —   | —   |
| 2025            | Окжетпес        | А               | 6    | 0    | 1     | 0     | —     | —     | —   | —   |